# Bohemen (Wichelen)
Bohemen is een straat in de Belgische gemeente Wichelen. Bohemen, vroeger ook Ter Beken genoemd, begon als een van de vier oude woonkernen van de vroegere gemeente Wichelen, naast Oud Dorp, Margote en Schoonaarde. Sindsdien zijn Margote en Bohemen door lintbebouwing op elkaar aangesloten.
De gehuchtsnaam Bohemen is genoteerd op de Ferrariskaarten (1771-1778) en zou volgens de Potter en Broeckaert ontleend zijn aan een groep zigeuners of Bohemers die zich er in het begin van de 17e eeuw gevestigd hadden.